# إبراهيم بن يعقوب الطرطوشي
إبراهيم بن يعقوب الطرطوشي هو رحالة يهودي أندلسي من طرطوشة وهو أول من نزل الأراضي البولندية من اليهود وكان ذلك في القرن التاسع الميلادي. إن اسم الرحالة العربي إبراهيم بن يعقوب، كان معروفا في إسبانيا وفرنسا وبلدان أوروبية أخرى، لكن تاريخ ولادته أو موته، بقيا غامضين حتى وقتنا الراهن 

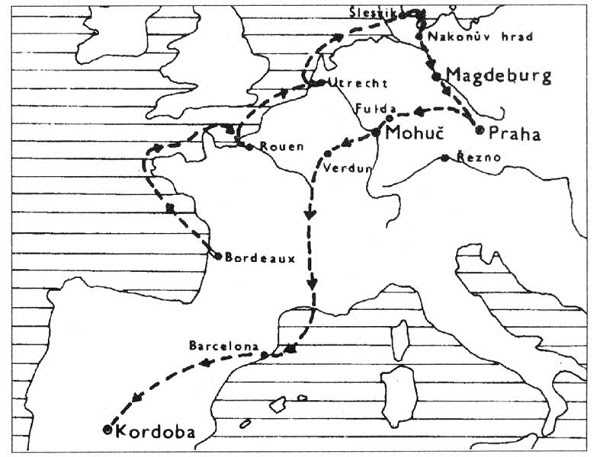
خريطة لرحلة الطرطوشي.

أصبح ابن يعقوب جزءا أساسيا من التاريخ التشيكي، لأنه ومن دون أي مفاضلة، كان أول من دون في النصف الأول من القرن العاشر، ملامح تشكيل المجتمع التشيكي، وشاهد بنفسه وقائع الحياة اليومية الدارجة، وقد اعتبر المدون الوحيد على الإطلاق، الذي تابع نشوء وتأسيس مدينة براغ آنذاك، وقد وصفها وصفا دقيقا وشاملا، بحيث أصبحت رسالته التي قدمها إلى الخليفة عبد الرحمن الناصر لدين الله، أو كما يرد اسمه في الوثائق الأوروبية عبد الرحمن الثالث والتي ضمنها مشاهداته واتصالاته وسفراته عبر الاصقاع الأوروبية، ومن بينها سفراته في ربوع التشيك، مرجعا تاريخيا فريدا من نوعه، لا فقط بالنسبة لتشيكا، وانما أيضا لبولندا وأوكرانيا وفرنسا أيضا.
لقد اعترف العديد من علماء التاريخ التشيك بفضل ابن يعقوب في الكشف عن مرحلة مهمة من مراحل تشكيل الأمة التشيكية وجغرافيتها آنذاك، وحسب هؤلاء العلماء فإن الوثيقة التي كتبها ابن يعقوب تعتبر مسندا تاريخيا نادرا للغاية، يعود إليه كل من يبحث في تاريخ وتقاليد الأمة التشيكية، فضلا عما تضمنته من مسح جغرافي ومعماري لمدينة براغ في مطلع القرن العاشر.
كذلك يمكن تتبع آثار إبراهيم بن يعقوب في مجال الكتابات الجغرافية في الأندلس، فلقد نقل عنه بعض الجغرافيين وكان من أهمهم (أحمد بن عمر بن أنس العذري المعروف بابن الدلائي)(ت478هـ/1085م)، صاحب كتاب ترصيع الأخبار، ولقد اهتم به الكثير من المؤرخين المعاصرين أمثالاغناطيوس يوليانوفيتش كراتشكوفسكي(Krachkoveski)في كتابه تاريخ الأدب الجغرافي العربي، كذلك أد/ حسين مؤنس في كتابه تاريخ الجغرافية والجغرافيين في الأندلس، هذا وتجدر الإشارة أن لإبراهيم بن يعقوب دور كبير في عهد الخليفة عبد الرحمن الناصر فقد كان على رأس الكثير من سفاراته، ولعل هذا ما أفاده في إلمامه بجغرافية البلدان التي زارها، كذلك كان له دورا كبيرا في استقلالية اليهود في أيامه فقد ان بمثابة كبير اليهود في الأندلس.